# کریستو و ژان کلود
کریستو ولادیمیروف جاواچف (به انگلیسی: Christo Vladimirov Javacheff)(۱۹۳۵–۲۰۲۰) و ژان کلود دنات د گویلبون (به انگلیسی: Jeanne-Claude Denat de Guillebon) (۱۹۳۵–۲۰۰۹)، معروف به کریستو و ژان کلود (به انگلیسی: Christo and Jeanne-Claude)، زوج هنرمندی بودند که برای چیدمان‌های محیطی بسیار بزرگ و مکان-ویژه که اغلب نشانه‌های بزرگ و آخشیج‌های چشم‌اندازی پارچه‌پیچ شده دارند، شناخته می‌شوند. از جمله این چیدمان‌ها رایشس‌تاگ در برلین، پون نوف در پاریس، پردهٔ روان در کالیفرنیا، و دروازه‌ها در پارک مرکزی شهر نیویورک هستند.
این زوج به ترتیب در بلغارستان و مراکش متولد شدند و در سال ۱۹۵۸ در پاریس با هم آشنا شدند و یک سال بعد ازدواج کردند. در ابتدا آنها زیر نام کریستو کار می‌کردند، اما بعداً چیدمان‌های خود را با نام «کریستو و ژان کلود» امضا کردند. کریستو پس از مرگ ژان کلود در سال ۲۰۰۹، به انجام چیدمان ادامه می‌داد.
بیشتر چیدمان‌های آنها اندازه‌های بسیار بزرگ دارند و از نظر بصری چشمگیر و بحث‌برانگیز بودند. فرایند ساخت بیشتر آنها — از دیدگاه فنی، مذاکره سیاسی، مجوزهای محیط‌زیستی و رضایت افکار عمومی— سال‌ها و گاهی دهه‌ها زمان می‌برد. این زوج از دریافت کمک هزینه، کمک‌های مالی یا پول‌های عمومی خودداری می‌کردند و در عوض تأمین مالی کارهایشان را از طریق فروش آثار هنری خود انجام می‌دادند.

## میراث
بر مرگ کریستو، کارگزار وی گفت: «آثار هنری کریستو و ژان کلود مردم را در تجربیات مشترک در سراسر جهان گرد هم آورده‌است.»

## افتخارات و جوایز
- (۲۰۱۱) موفق به دریافت مدرک افتخاری از کالج اکسیدنتال.
- (۲۰۱۱) منتخب آکادمی ملی طراحی
- (۲۰۰۸) دریافت مدرک افتخاری از کالج فرانکلین و مارشال.
- (۲۰۰۶) بهترین پروژه در یک فضای عمومی برای گیتس ، سنترال پارک، نیویورک
- (۲۰۰۶) جایزه ویلچک در هنرهای زیبا[۲]
- (۲۰۰۴) جایزه یک عمر مجسمه‌سازی معاصر از مرکز مجسمه‌سازی بین‌المللی همیلتون نیویورک، ایالات متحده
- «جایزه Doris C. Freedman برای هنرهای عمومی»[۳]
- (۱۹۷۳) نامزد دریافت جایزه اسکار بهترین فیلم کوتاه مستند.[۴]

## آلبوم عکس

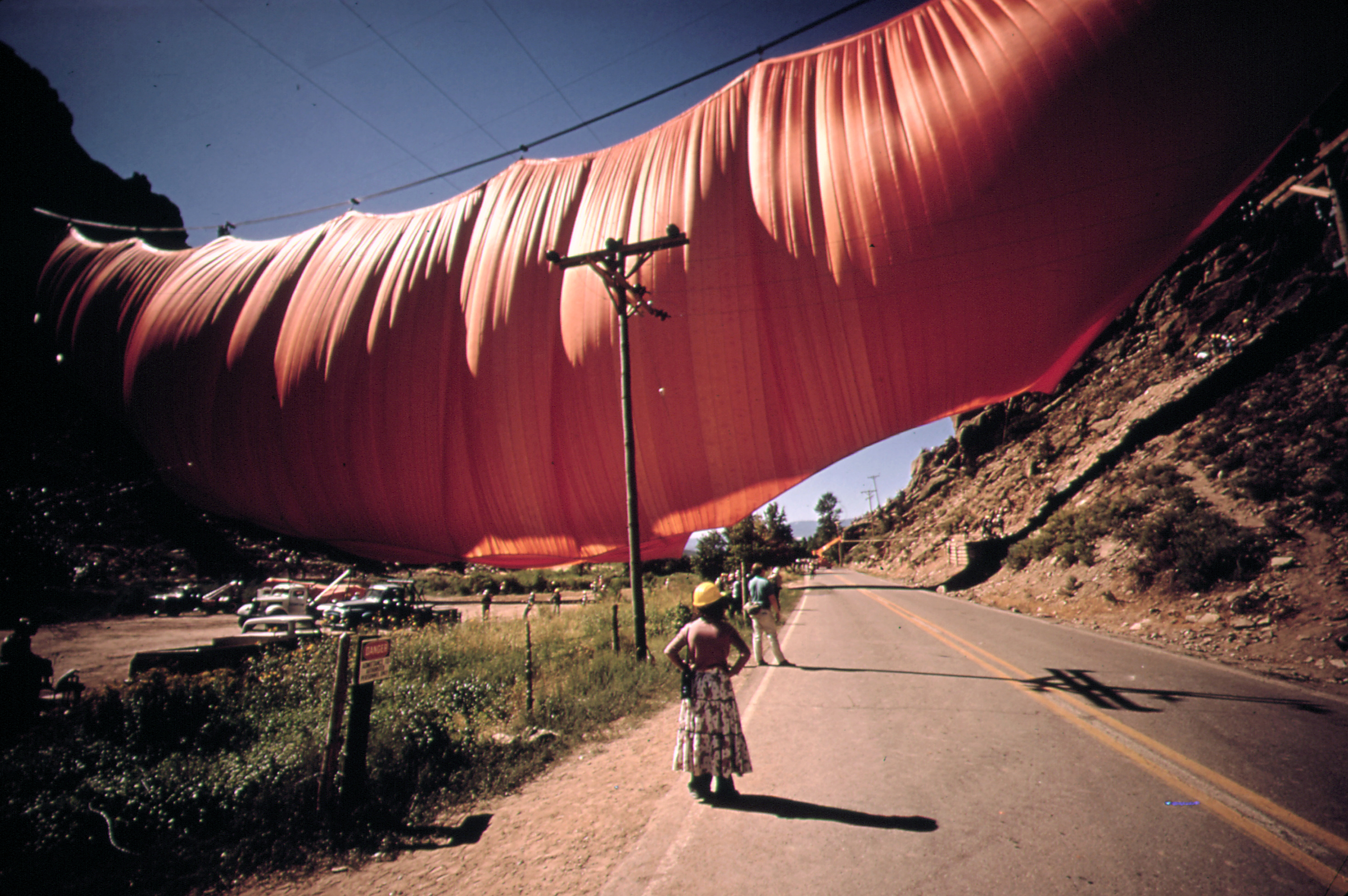
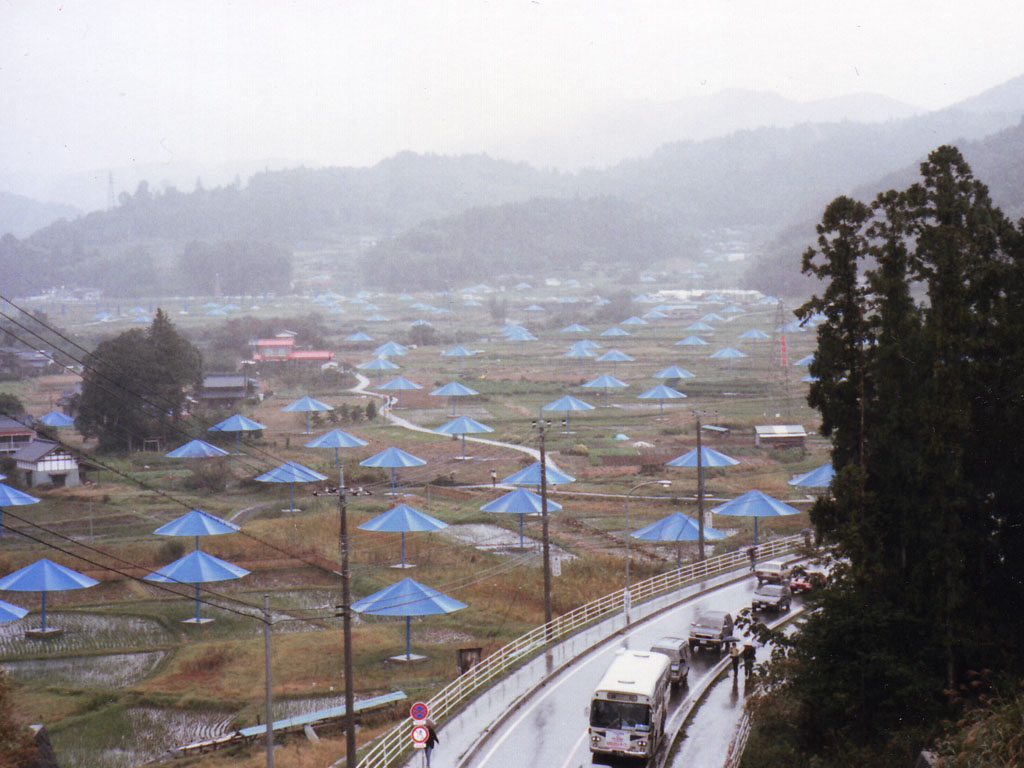
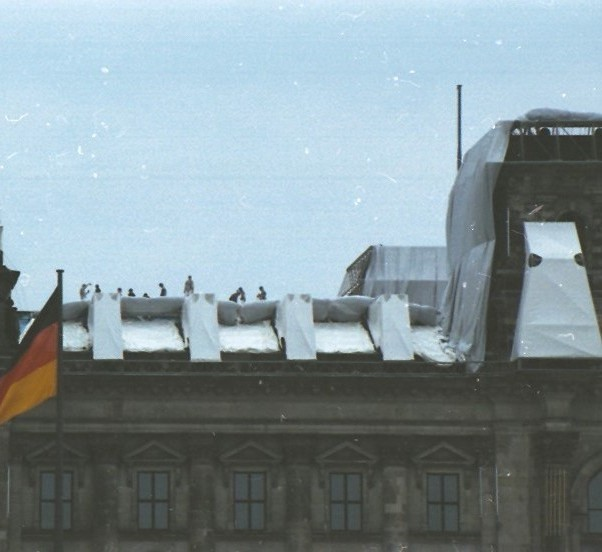
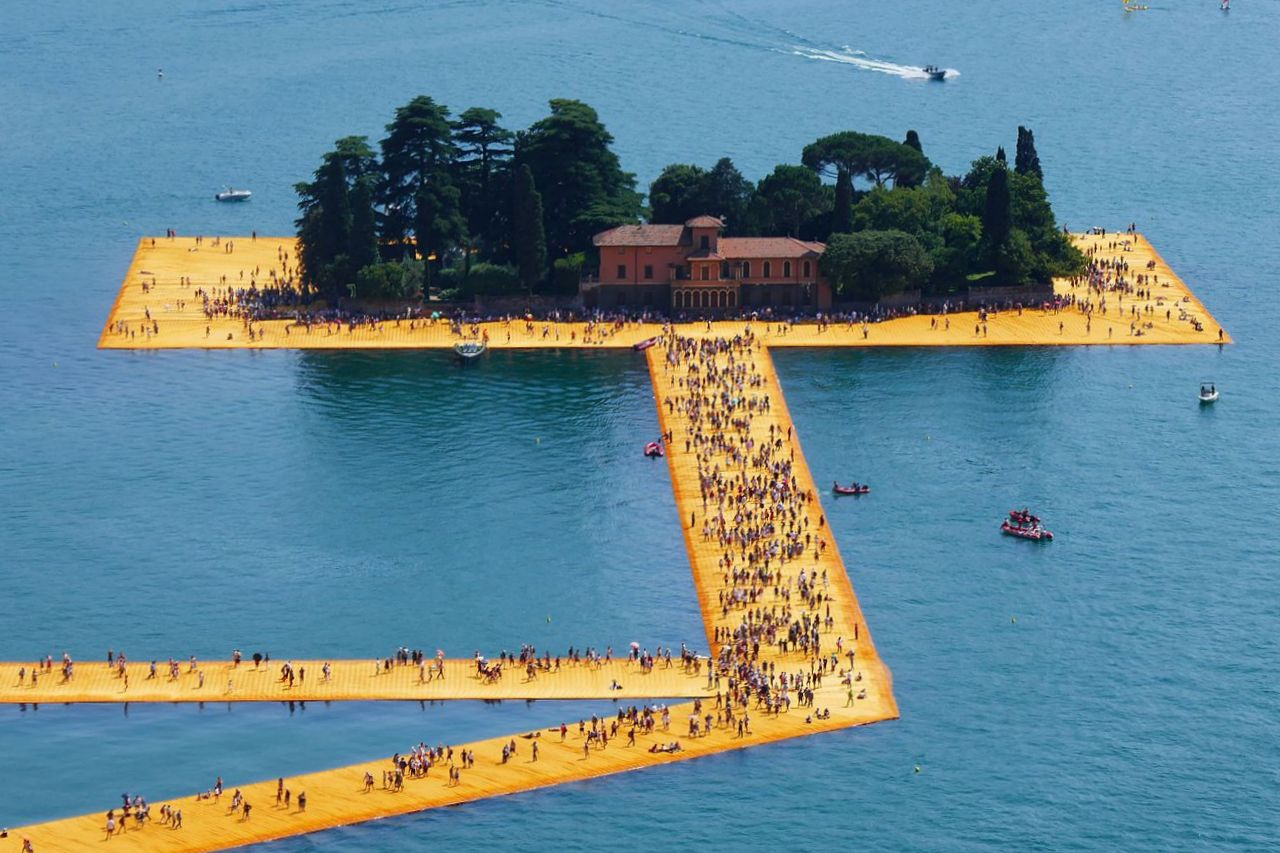
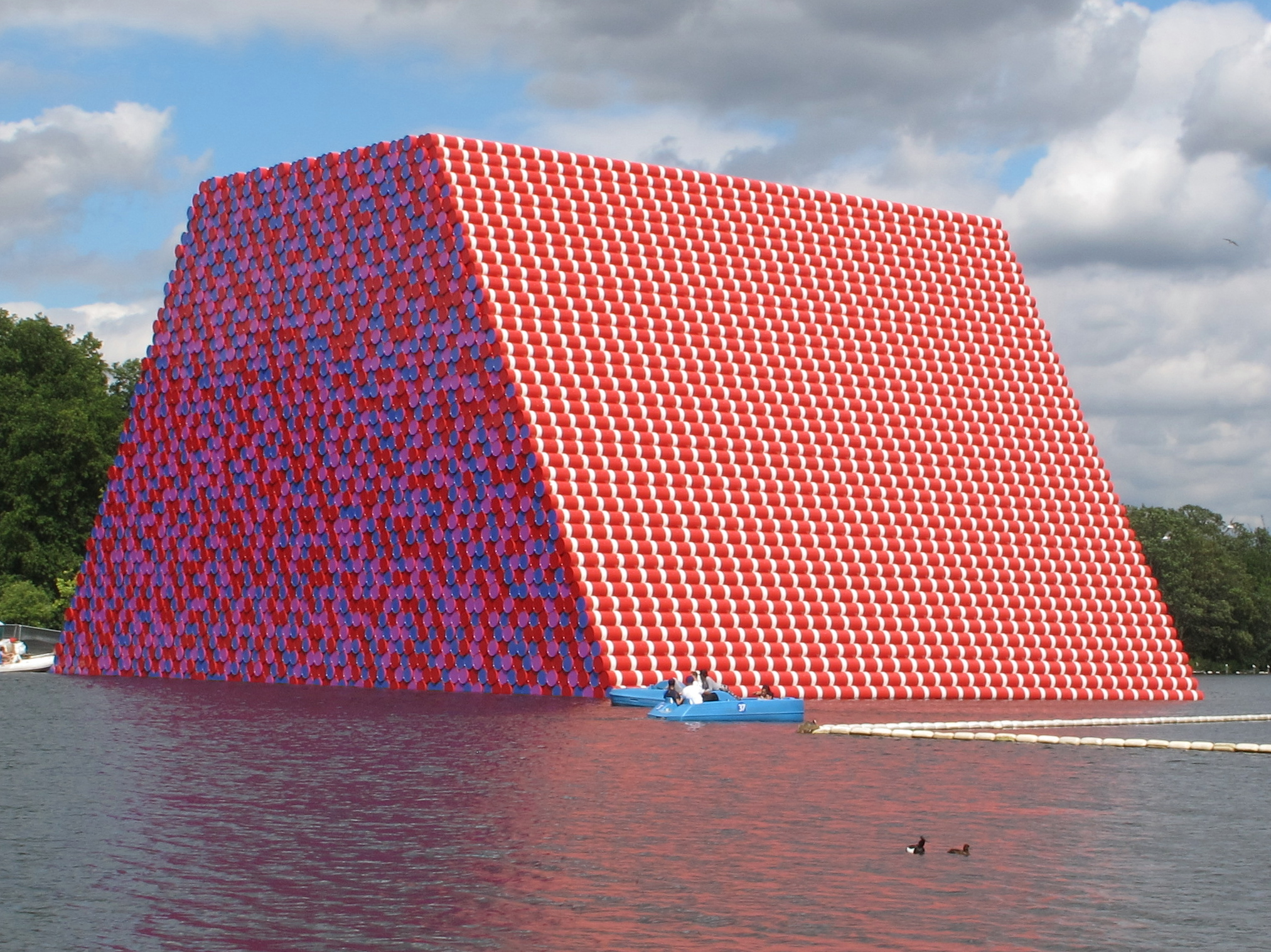
امضای کریستو